# Діївка
Діївка — колишнє запорозьке поселення, нині житловий масив приватної забудови на заході міста Дніпра. Поділяється на Діївку-1 та Діївку-2, які розмежовані Зеленою балкою.
Головні вулиці — вулиця Велика Діївська, колишній Київський шлях, Братів Трофимових, Юрія Кондратюка (до 2015 року — Комунарівська), Вільямса, Мукачівська, Андрейченка.
Місцевість сильно розсічена балками, що збігають з півдня на північ до річки Дніпро. На півночі знаходяться Дніпровські плавні та Діївський лісопарк. Тут планувалося побудувати за радянських часів місцевий Гідропарк. На півдні проходить залізнична магістраль Кривий Ріг — Донбас Придніпровської залізниці, де розташовані станція Діївка та платформа 178-й кілометр. Колишній центр села був над вулицею Велика Діївська неподалік від Хрестовоздвиженської церкви.

## Історичний огляд
Перша документальна згадка датується 1755 роком.
За переказом, що задокументований Дмитром Яворницьким, заснував село Максим Дій — запорозький козацький старшина. Він, за дозволом новокодацького полковника зайняв ділянку на захід від Нового Кодаку, де оселив свою рідню з Конотопщини. Дмитро Яворницький згадує про Січову гору, хутір Розтиківка (від прізвиська козака Розтики), балку Безп'яту (сучасна Кринична).
Після 1784 року з початком будівництва Катеринославу на території Половиці, частина її колишніх мешканців заселила Діївку. 1798 року Діївка отримує статус державної казенної слободи, що давало вільний статус її мешканцям. У 1803 році утворилася православна община, для якої був зведений Хрестовоздвижний собор. Ініціатором його будівництва був син Максима Дія Семен Дієнко, якого підтримував тодішній губернатор Михайло Миклашевський.
Станом на 1859 рік Діївка була державним селом. Тут було 419 подвір'їв, 1 православна церква, сільське училище й мешкало 3065 особи.
Станом на 1886 рік у колишньому власницькому селі, центрі Діївської волості Катеринославського повіту Катеринославської губернії, мешкало 3824 особи, налічувалось 641 дворове господарство, існували православна церква, школа й лавка.
За переписом 1897 року кількість мешканців зросла до 6138 осіб (3045 чоловічої статі та 3093 — жіночої), з яких 6136 — православної віри.
Близько 1896 року на західному боці Зеленої балки та на місці колишнього козацького хутора Розтиківка виникло село Діївка-2.
У 1925 році — 8946 мешканців (Діївка-1: 4252 мешканців, Діївка-2: 4694 мешканців). 1895 року була відкрита залізнична станція Діївка. Тут працювали два кар'єри та два черепичних заводи (розроблялася гончарна біла глина у Діївці-2). У 1913 році коштом громади спорудили Діївську лікарню (сучасна 5-та міська лікарня за адресою: вул. Велика Діївська, 111).
1923 року Діївка-1 стала центром Діївського району Дніпропетровської округи, який у 1926 році об'єднали з Лоцкам'янським районом у Дніпропетровський район. У 1925 році у Діївці налічувалось 17 вітряків, 3 маслобійні, 3 ковальні. У 1930-х роках Діївку-1 було перейменовано у селище Димитрова, а Діївку-2 — у селище Чкалова. Хрестовоздвижну церкву було закрито у 1930-х роках за часів боротьби з вірою в Бога.
У серпні 1941 року, в результаті жорстких боїв за місцевість, німці увійшли у селище. У 1941 році німецька окупаційна влада дозволила відновити богослужіння. Після цього церква вже не закривалася. У селищі є монумент Другої світової війни — Безіменна висота.
За радянської влади у місті пропагувалося зневажливе ставлення до мешканців Діївки, як до носіїв української мови і культури. За українську мову присоромлювали порівнянням із мешканцями Діївки. У 1960-х роках населення двох Діївок сягало 40—45 тисяч осіб.
У 1970-х роках почалося будівництво багатоповерхового житлового району «Петровський», який початково називався «Діївський». Під нього було надано землі на північ від вулиці Братів Трофимових (Велика Діївська). На відзнаку 200-річчя Дніпропетровська (Дніпра) відкритий, пристосований для відпочинку червонокам'янський кар'єр із фонтаном. У 1970—1990-х роки на території Діївки було побудовані житлові масиви району: Покровський (вперше забудова «Комунар-2» включила у себе діючу церкву), «Парус» і західну частину «Червоного Каменя». Планувалося будівництво житлового масиву Новий і Нарвський, на захід від Паруса і житлового масиву «Зоря», на південь Червоного Каменя і Покровського. У 1980-ті роки населення було близько 35 тисяч осіб (разом із масивами Червоний Камінь, Покровський і Парус кількість населення досягала 110 тисяч осіб).
29 грудня 1995 року було відкрито Дніпровський метрополітен, будівництво якого тривало понад 20 років. Зараз його кінцевою станцією є «Покровська» у самісінькому центрі давньої Діївки. За проєктом, станція мала називатися Діївська.

## Заклади освіти
- Середня загальноосвітня школа № 84 — вулиця Юрія Кондратюка, 264
- Гімназія № 92 «школа І—ІІІ ступенів — дошкільний навчальний заклад (дитячий садок)» — Проїжджа вулиця, 2-Б
- Середня загальноосвітня школа № 94 — Велика Діївська вулиця, 463
- Міжшкільний навчально-виробничий комбінат № 4 — Велика Діївська вулиця, 213
- Дошкільний навчальний заклад (ясла — садок) № 235 — вулиця Юрія Кондратюка, 266
- Дошкільний навчальний заклад (дитячий садок) НВК № 92 — Проїжджа вулиця, 2б

## Релігія
У Діївці знаходяться наступні сакральні споруди релігійних громад:
- Храм Благовіщення Пресвятої Богородиці ПЦУ (вул. Народна, 1-є);
- Храм Успіння Богородиці УПЦ МП (вул. Велика Діївська 461а);
- Храм Смоленської ікони Божої Матері «Одигітрія» (вул. Преси, 2-А).
- До Діївки належала Хрестовоздвиженська церква (нині УПЦ МП) збудована у 1801 році. Нині на житловому масиві Покровський.

## Відомі особи
- Андрейченко Василь Євдокимович (1917—1943) — Герой Радянського Союзу, учасник Другої світової війни, командир вогневого взводу, загинув у боях за визволення Чорнобиля, його ім'ям  названа вулиця житлового масиву.
- Наріжний Петро Іванович (1877—1969) — діяч катеринославської «Просвіти».
- Наріжний Тихон Петрович (1900—1937) — діяч катеринославської «Просвіти».
- Петрушов Олександр Валентинович (1967—2014) —  доброволець ДУК, загинув у Донецьку.

## Галерея

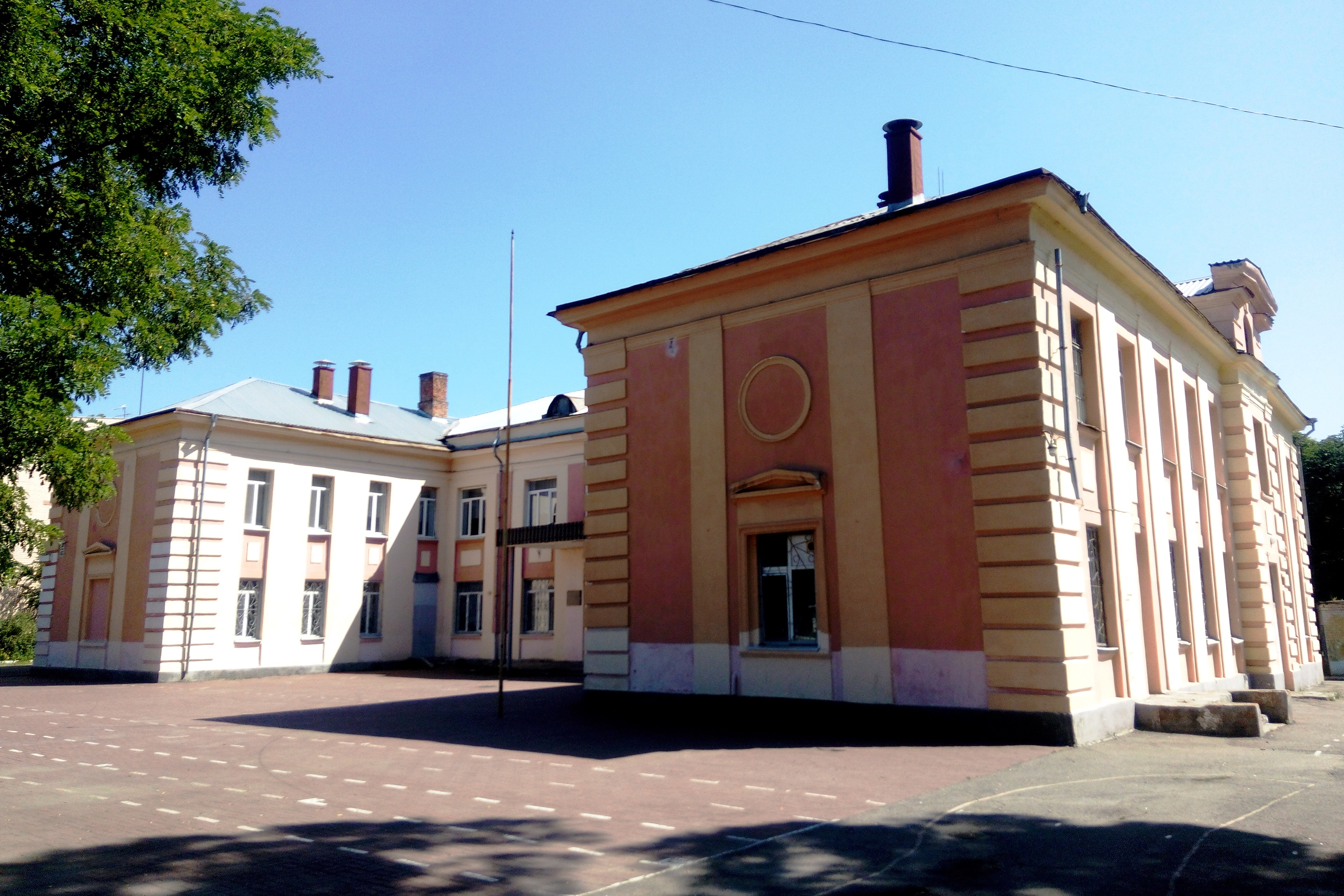
Середня загальноосвітня школа № 94 (старий корпус)
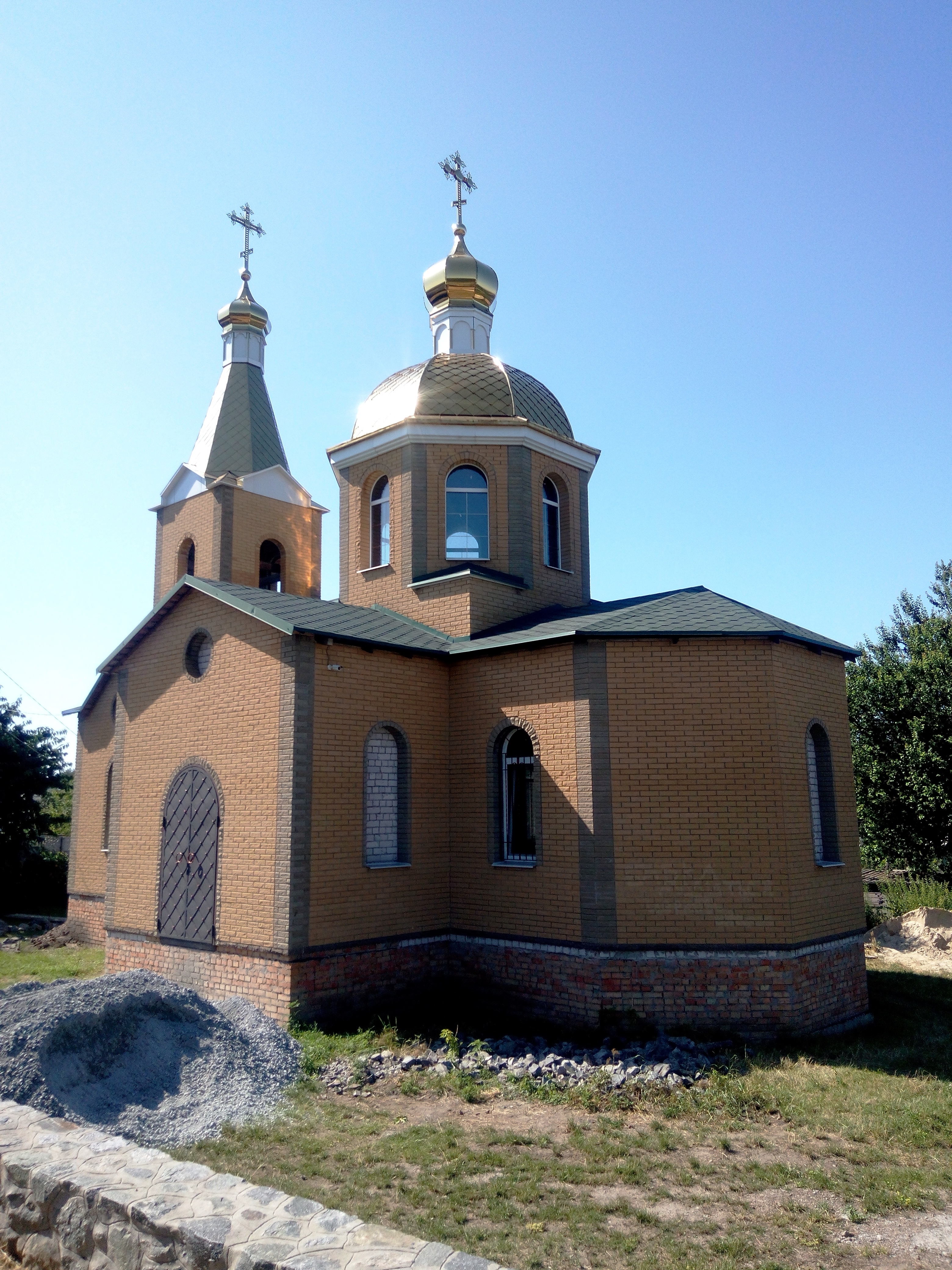
Храм Смоленської ікони Божої Матері «Одигітрія» в стадії будівництва (липень 2021)
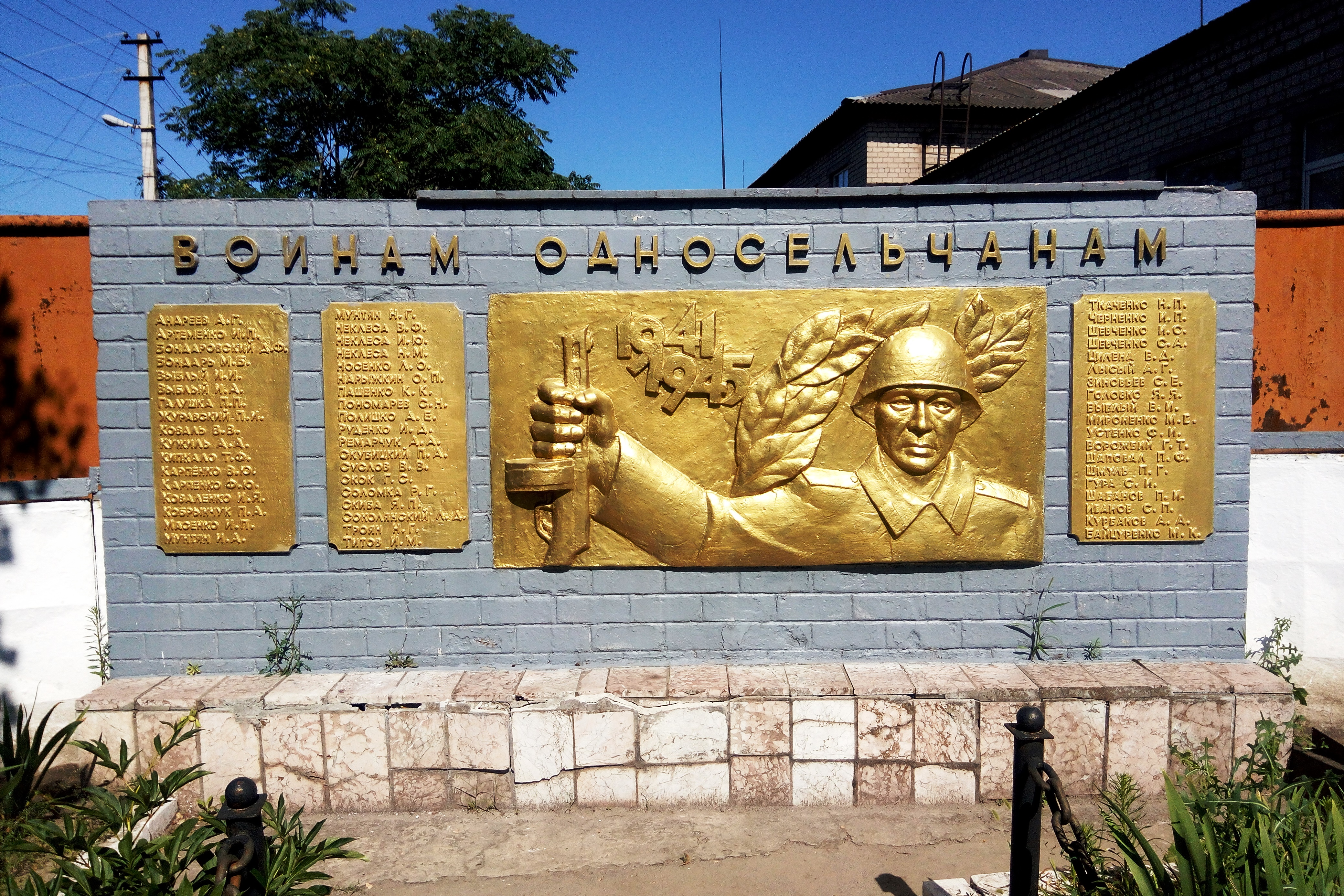
Пам'ятник воїнам-односельчанам загиблим в роки Другої світової війни
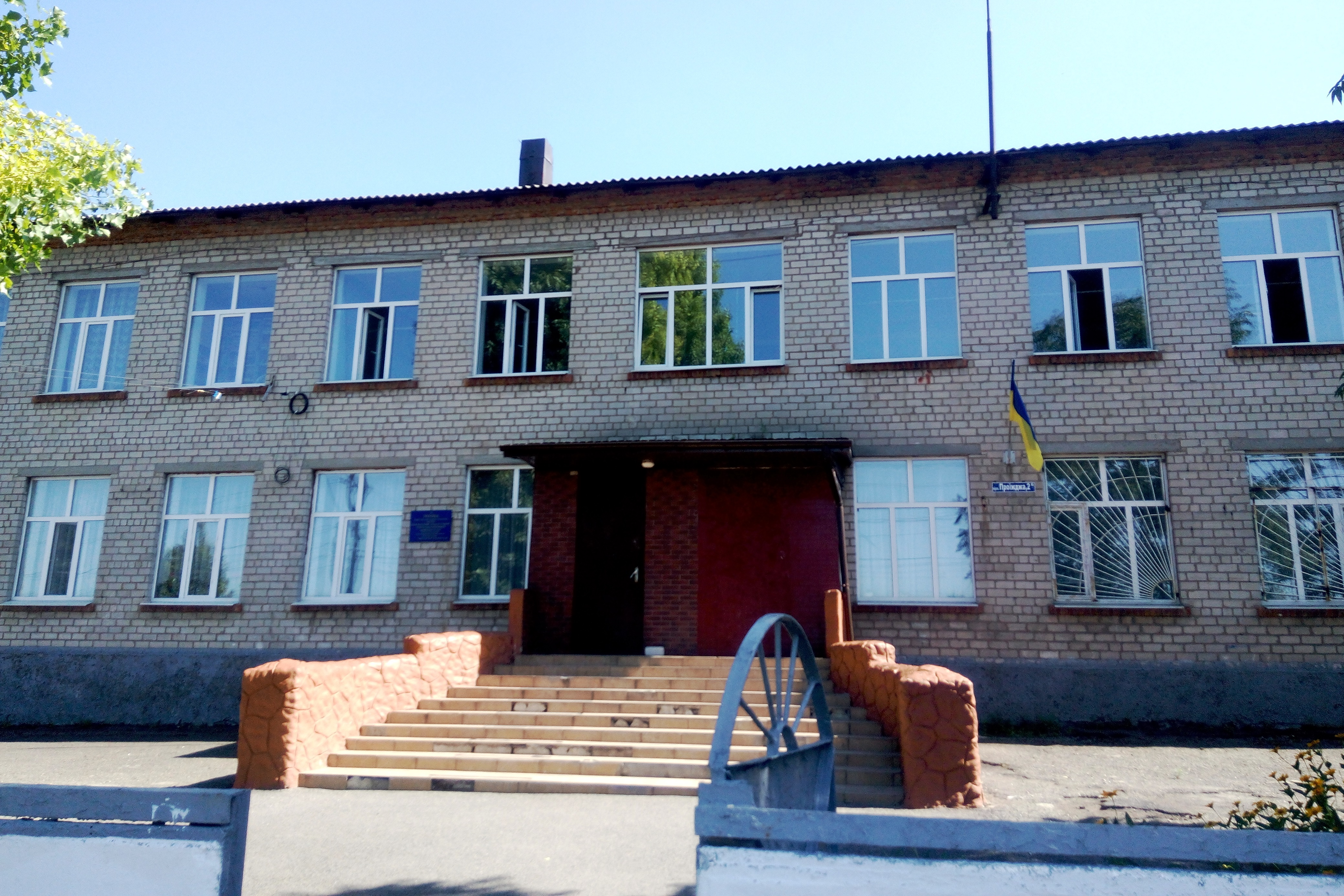
Середня загальноосвітня школа № 92
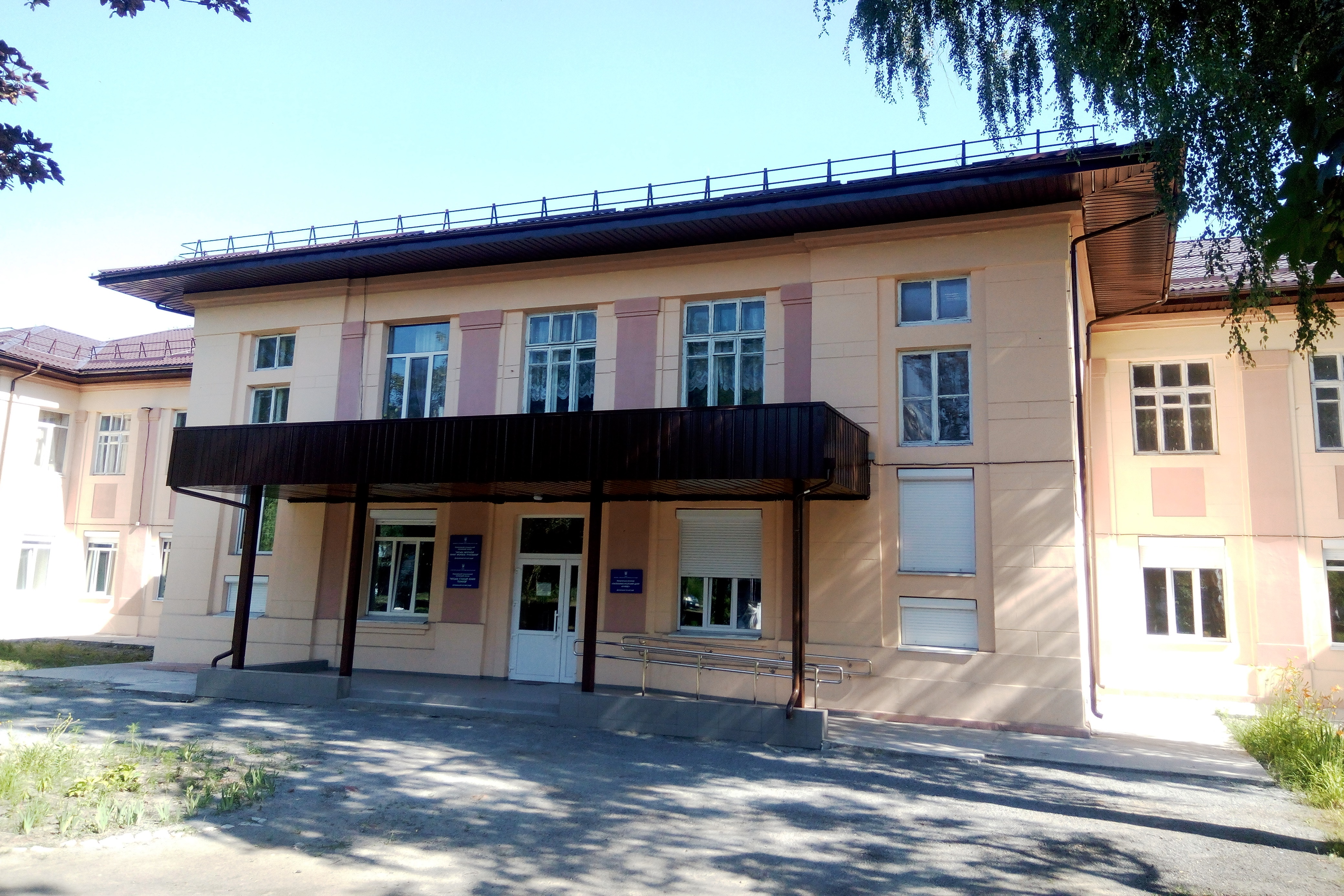
Міська флотилія юних моряків і річковиків
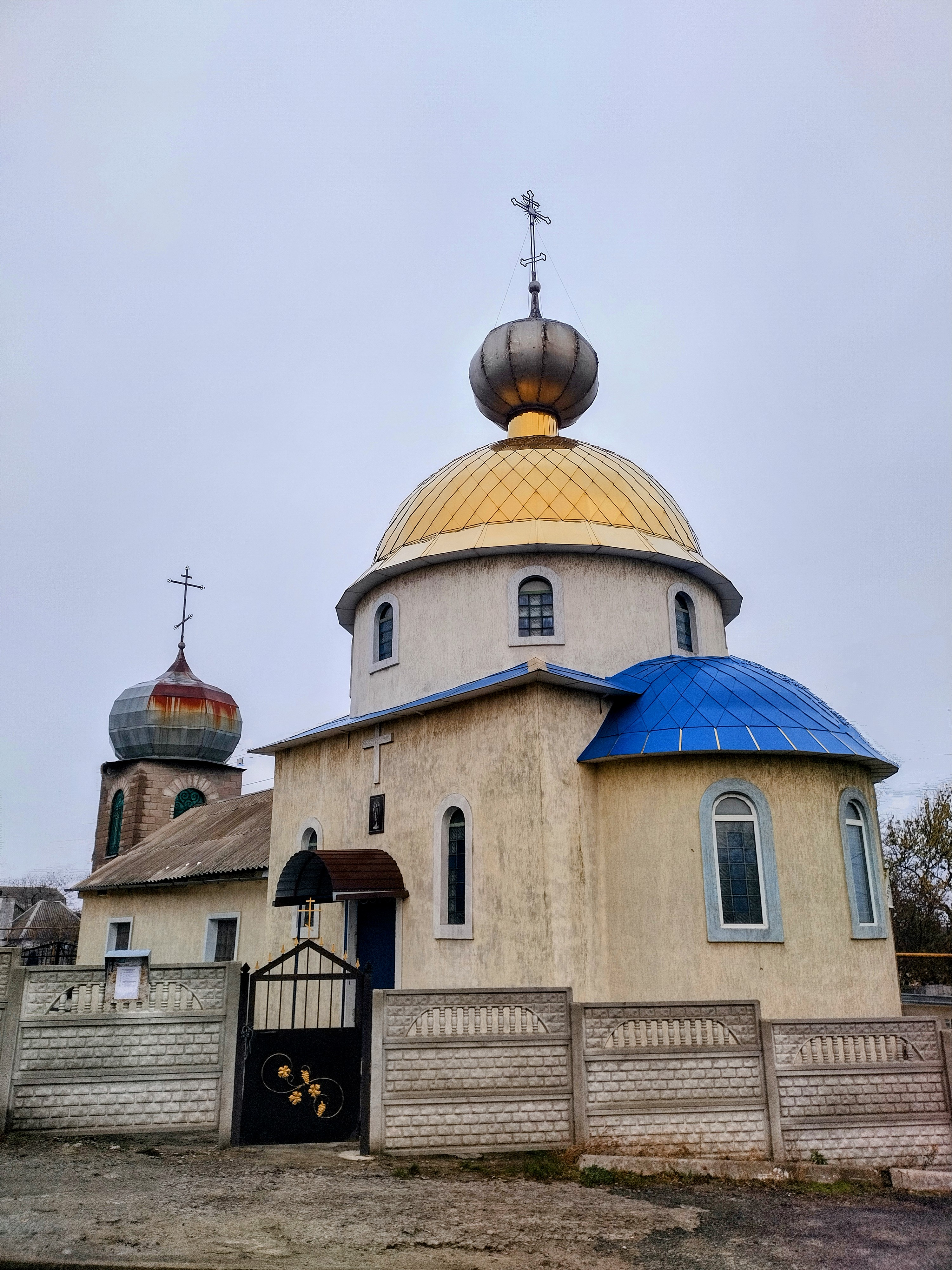
Храм Благовіщення Пресвятої Богородиці